# Tank Všeobecného Použití (TVP)
TVP (чеш. Tank Všeobecného Použití — Танк общего пользования) — проект чехословацкого среднего танка, разрабатываемый в 1945–1950 годах Военно-техническим институтом и компаниями Škoda и ČKD на основе лёгкого танка Škoda T-17 (с 1949 года). Прототип построен не был, проект остался на бумаге.

## История создания

### Предыстория
17 октября 1945 года Генеральный штаб чехословацкой армии утвердил требования для разработки нового универсального среднего танка, получившего обозначение TVP (Танк общего пользования). Конструкторы должны были ориентироваться в основном положительные стороны советского Т-34-85, от него новый чехословацкий танк должен был получить тип бронирования (наклонную броню), аналогичное по мощности вооружение и боевую массу, а в дальнейшем, начиная с 1949 года, и на лёгкий танк Škoda T-17.

### TVP VTU Koncept
Первым за разработку нового танка взялся Военно-технический институт (VTU), который подготовил свой проект TVP VTU Koncept к 2 марта 1946 года. От «тридцатьчетвёрки» он получил лишь наклонную броню. В качестве основного вооружения танка выступала 88-мм немецкая пушка с длиной ствола 56 калибров, которая по своей мощи выигрывала советской 85-мм Зис-С-53, которая и устанавливалась на Т-34-85. На основе данной машины было решено построить модифицированную версию.

### TVP 1948 Koncept
О том, что происходило с проектом TVP в 1948 году на данный момент известно довольно мало, внешний вид танка неизвестен, так как никаких чертежей TVP 1948 года не сохранилось. К счастью, сохранились чертежи САУ созданных на его базе, поэтому ориентируясь на них мы можем установить внешний вид TVP образца 1948 года. Точно известно, что конструкторы во время разработки машины основывались на Т-17, и фактически он являлся его увеличенной копией. От образца 1946 года в нём осталось очень немногое.
В конце 1948 года требования проекта были пересмотрены, теперь танк должен был иметь боевую массу в 35—40 тонн, бронирование должно было составить 60 мм лобовой части и 40 мм по бортам и в корме. В качестве вооружения было решено использовать пушку AK 1, спаренный пулемёт калибра 7,62 мм, а также зенитный пулемёт ZK 477 калибра 12,7 мм. Военно-технический институт вышел из проекта, но присоединились Škoda и ČKD.

### Škoda T-50
Škoda представила проект T-50 24 ноября 1949 года, а 2 декабря 1949 года была выпущена деревянная модель в масштабе 1:10. На танк предполагалось установить Н-образный, 16-цилиндровый, дизельный двигатель Škoda AHK. Также была предложена стреловидная форма лобовой брони, аналогичная советскому тяжелому танку ИС-3.

### ČKD T-51
ČKD представила проект T-51 18 февраля 1950 года вместе проектом T-50 от фирмы Škoda. Разница между Škoda T-50 и ČKD T-51 заключалась в разных двигателях и трансмиссии. На T-50 предполагалось установить H-образный, 16-циллиндровый, дизельный двигатель Škoda AHK, а для ČKD T-51 планировалось использовать также 16-циллиндровый дизель, но уже с X-образной схемой. Оба двигателя должны были развивать мощность 987 лошадиных сил, благодаря чему оба танка могли бы развивать скорость до 60 км/ч. Учитывая то, что удельная мощность достигала почти 25 л. с./т, скорость в 60 км/ч выглядела вполне реальной для того времени. Работа над двигателем, как и над самим танком, дальше чертежей не продвинулась. При этом у ČKD в качестве резервного варианта двигателя для танка был советский двигатель В-2.

### TVP T-50/51
На рубеже 1949—1950 годов проекты компаний Škoda и ČKD были объединены в совместный проект TVP T-50/51. Разработка танка и собеседования двух фирм проводились с середины января 1950 года, где были уточнены детали производства и какая компания будет производить танк. Компания Škoda отвечала за разработку башни и 100-мм пушки АК 1 (были созданы две версии пушек L/53 и L/55). Также было решено использовать шесть катков как у проекта T-50 (у T-51 было пять катков).
15 февраля 1950 года было решено изготовить два прототипа из небронированной стали и один опытный образец из броневой стали. Обе компании должны были произвести по два двигателя с коробками передач. Окончательный облик нового танка был утвержден уполномоченной комиссией командования танковой армии 27 февраля 1950 года. Внешний вид танка был нанесен на сборочные чертежи Am 634-P и Am 635-P в масштабе 1:10 18 февраля 1950 года. В результате сравнения проекта TVP T-50/51 с танком Т-34-85 проект оказался лучше. Две компании пообещали поставить прототип из небронированной стали 30 апреля 1952 года, а прототип из бронированной стали в конце ноября 1952 года. Однако были приобретены лицензионные права на производство Т-34-85, из-за чего проект решили прекратить. Прекращение разработки TVP T-50/51 было объявлено 4 марта 1950 года на заседании 1-го управления Генерального штаба. Окончательное прекращение разработок всего проекта TVP было указано в Постановлении № 15705.

## Описание конструкции (TVP T-50/51)
Финальный вариант проекта, подготовленный к 27 февраля 1950 году, технически и конструкционно был наиболее сильный. Толщина бронирования танка варьировалась от 100 в лобовой части до 60 мм по бортам. Как и Škoda T-17, башню предполагалось делать литой. Внутри неё была установлена танковая пушка AK 1 и спаренный с ней пулемёт калибра 7,62 мм. Пушка предлагалась в двух вариантах, отличавшихся длиной ствола (55 и 53 калибра), начальной скоростью (890 и 850 м/с) и массой снарядов (14,5 кг и 16 кг). Бронепробиваемость у обоих орудий была одинаковая. Также предполагалась установка крупнокалиберного зенитного пулемёта ZK 477 на крышу башни.

## Модификации
- TVP VTU Koncept (TVP 1946 Koncept) — первый проект TVP, разработанный Военно-техническим институтом в 1945—1950 годах.
- TVP 1948 Koncept — второй проект TVP, разработанный основываясь на внешнем виде T-17 в 1948 году.
- Škoda T-50 — проект TVP от фирмы Škoda разработанный в 1948—1949 годах. Выделялся стреловидной формой лобовой брони, аналогичной советскому тяжелому танку ИС-3.
- ČKD T-51 (ČKD TNHtA) — проект от фирмы ČKD разработанный в 1949 году отличавшийся от Škoda T-50 лишь двигателем.
- TVP T-50/51 (TVP 1950 Koncept) — окончательный проект TVP, представленный компаниями Škoda и ČKD 18 февраля 1950 года. Танк должен был оснащаться 16-цилиндровым дизельным двигателем Škoda AHK или ČKD AXK мощностью 662—736 кВт. Разработка башни и 100-мм пушки AK 1 полностью находилась под руководством Škoda Races. На танк предполагалось установить два пулемёта калибра 7,62 мм и один пулемет калибра 12,7 мм. Деревянный макет танка был заказан 27 мая 1949 года, а срок сдачи готового образца был установлен на 30 апреля 1952 года[3].

## Машины на базе

### 152 mm ShKH 43,5/675-TVP (Zb 5913-S)
Проект САУ с башней на базе проектируемого танка TVP был предназначен для Артиллерийского командования, запрос которого был представлен в ДКС № 5 с 18 по 20 ноября 1948 года. Проект был выполнен на чертеже Zb 5913-S. После отмены проекта TVP этот проект остался только на бумаге. Проект был аналогичен американским истребителям танков, таким как M10 и M36. Угол горизонтальной наводки (УГН) орудия был 360°, а угол вертикальной наводки (УВН) был в диапазоне от −5° до +70°.

### 100 mm ShPTK 14,75/950-TVP (Zb 5914-S)
Этот проект истребителя танков с башней также предназначался для Артиллерийского командования, запрос которого был представлен в ДКС № 5 также с 18 по 20 ноября 1948 года. Проект был выполнен на чертеже Zb 5914-S. Проект также был аналогичен американским истребителям танков, таким как M10 и M36. В то же время проектируемая 100-мм противотанковая пушка A20 должна была быть установлена в вращающейся башне. Угол горизонтальной наводки орудия был 360°, а угол вертикальной наводки пушки должен был находиться в диапазоне от −6° до +42°.

### 100 mm ShPTK 14,75/900-TVP (Zb 5921-S)
Проект истребителя танков без башни разрабатывался на базе проектируемого танка TVP был предназначен для командования танковой армии, запрос которого был представлен в ДКС № 5 с 18 по 20 ноября 1948 года. Проект был выполнен на чертеже Zb 5921-S. Проект был аналогичен немецкому истребителю танков Jagdpanzer 38 (t). Угол горизонтальной наводки орудия был 20° в обе стороны, а угол вертикальной наводки (УВН) был в диапазоне от −8° до +20°.

### 152 mm ShKH 43,5/675-TVP (Zb 5922-S)
Проект САУ без башни на базе проектируемого танка TVP был предназначен для командования танковой армии, запрос которого был представлен в ДКС № 5 также с 18 по 20 ноября 1948 года. Проект был выполнен на чертеже Zb 5921-S. После отмены проекта TVP это предложение осталось только на бумаге. Проект также был аналогичен немецкому истребителю танков Jagdpanzer 38(t). Орудие было вмонтировано на оси машины справа. Пушка использовала боеприпас массой 43,5 кг и начальной скоростью 675 м/с. Угол горизонтальной наводки орудия был 15° в обе стороны, а угол вертикальной наводки (УВН) был в диапазоне от −8° до +20°.

## В массовой культуре

### В компьютерных играх
TVP VTU Koncept, Škoda T-50 и TVP T-50/51 присутствуют средними танками 8, 9 и 10 уровня соответственно в ММО-играх World of Tanks и World of Tanks Blitz. В World of Tanks также 2 декабря 2021 года вышел на супер-тест истребитель танков 100 mm ShPTK 14,75/950-TVP (Zb 5914-S), в игре под обозначением ShPTK-TVP 100, как Чехословацкая премиум ПТ-САУ 8 уровня.